# Siloturm Brühl

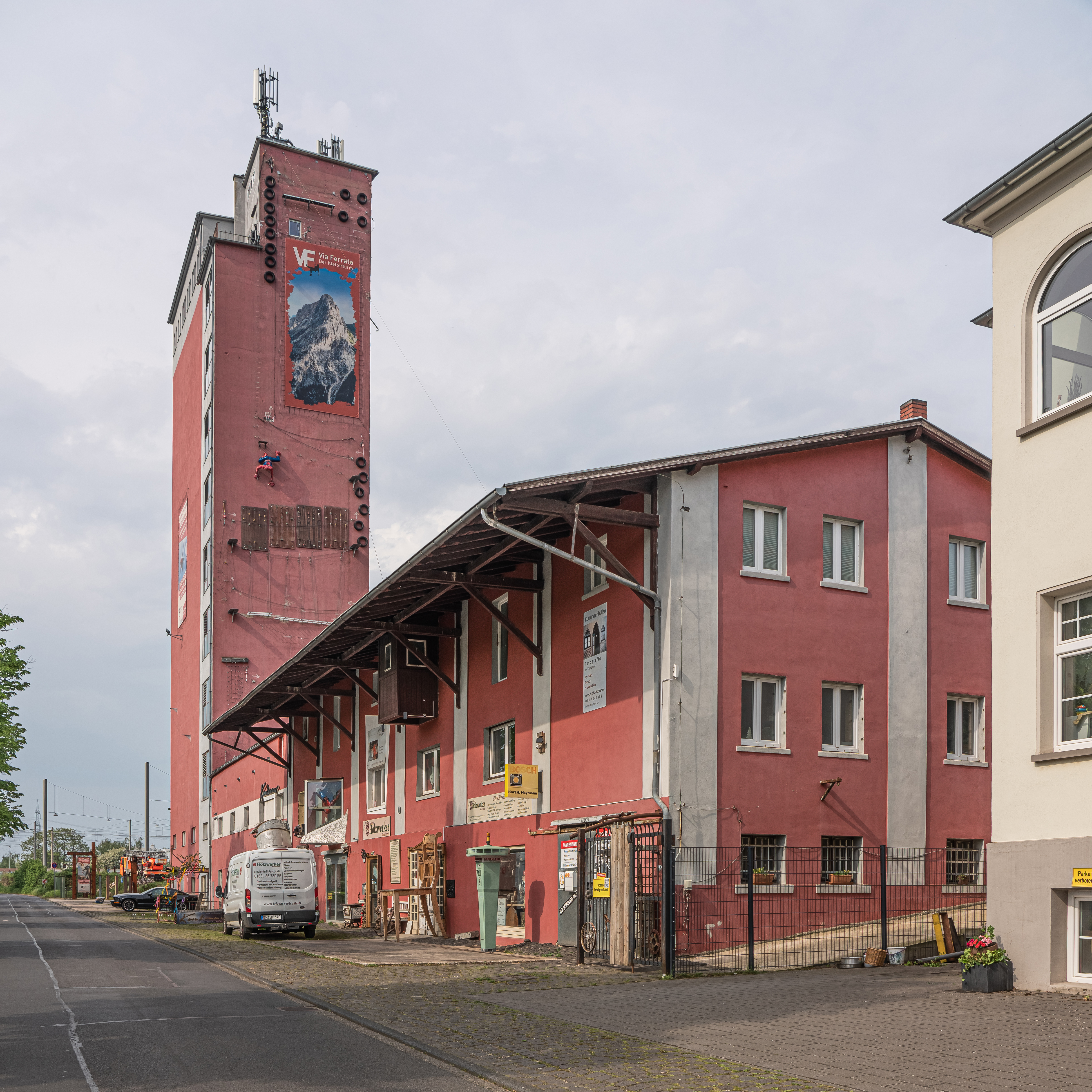
Siloturm 2024

Der Siloturm Brühl ist ein weithin sichtbarer 50 Meter hoher ehemaliger Getreidespeicher in Brühl bei Köln. Er befindet sich in der Kurfürstenstraße 60 in der Nähe des Betriebswerks Vochem der Häfen und Güterverkehr Köln AG im Norden der Stadt. 

## Geschichte und Nutzung
Er wurde in den 1950er Jahren erbaut und prägt mit seiner Höhe den nördlichen Teil Brühls. In den Anfangsjahren wurde in ihm Getreide getrocknet. Nachdem der Turm lange Jahre leer stand, wurden Ideen für die Umnutzung gesucht und schließlich wurde ein Investor gefunden, der an diesem Gebäude eine Freizeiteinrichtung betreiben will. 
Seit 2012 betreibt ein privater Anbieter hier einen Klettergarten. An der Fassade des Silos wurde ein Klettersteig mit verschiedenen Parcours und unterschiedlichen Schwierigkeitsgraden angebracht. Auf der anderen Seite gibt es eine House-Running-Anlage, die 40 Meter in die Tiefe geht. Der „Kletterturm“ ist derzeit der höchste in Europa.
Außerdem ist auf dem Gelände des Silos seit 2012 ein Kulturzentrum mit Künstlerateliers eingerichtet; einige Kunstobjekte wurden am und vor dem Silo angebracht.

## Denkmal im Gebäudekomplex Kurfürstenstraße 58–60
Der Turm ist Teil eines großräumigen Gebäudekomplexes. Das Verwaltungs- und Wohnhaus standen in der Denkmalliste der Stadt Brühl. Auf Grund eines Brandes, welcher mit dem Verlust der historischen Ausstattung endete, wurden die Gebäude aus der Denkmalliste gelöscht. Das Silo und die angrenzenden Lagerhallen sind nach dem Denkmalschutzgesetz keine eingetragenen Baudenkmäler. Sie sind jedoch im weitläufigen Sinne Denkmäler, da sie ein Stück Industrie- und Stadtgeschichte präsentieren und werden deshalb am Tag des offenen Denkmals gezeigt.